# Abborregöl (Hjorteds socken, Småland, 638885-152622)
Abborregöl är en sjö i Västerviks kommun i Småland och ingår i Botorpsströmmens huvudavrinningsområde.